# William Thomas Forster
Pour les articles homonymes, voir William Forster et Forster.
William Thomas Forster (30 août 1857-4 juin 1938) est un homme politique canadien de la Colombie-Britannique. Il est député provincial indépendant dans la circonscription britanno-colombienne de Nanaimo de 1890 à 1894 et de Westminster-Delta de 1894 à 1900.

## Biographie
Né à Hexham dans le Northumberland en Angleterre, Forster étudie sur place. S'installant en Colombie-Britannique, il se lance en politique et occupe le poste de président de l'Assemblée législative de la Colombie-Britannique de 1899 à 1900.
Forster meurt à Glen Valley en juin 1938 à l'âge de 80 ans.